# Licitanta
Licitanta je přírodní památka u Drahlína v okrese Příbram ve Středočeském kraji. Nachází se na hranici chráněné krajinné oblasti Brdy, asi půl kilometru severně od Malého Drahlína. Vyhlášena byla k ochraně ekosystémů luk, pastvin, slatinných a přechodových rašelinišť.

## Historie
Na mapách Stabilního katastru z první poloviny devatenáctého století je Malý Drahlín označen jako Owczin. Pozemky v jeho okolí patrně sloužily k pastvě ovcí a produkci sena. Louka v chráněném území vznikla a její existence je podmíněna pravidelným kosením. Na rozdíl od nedalekých Luk u Drahlína nebyla meliorována a prameniště na ní slouží jako zdroj pitné vody pro Drahlín.
Chráněné území vyhlásila Agentura ochrany přírody a krajiny ČR v kategorii přírodní památka s účinností od 19. dubna 2024.

## Přírodní poměry
Přírodní památka s rozlohou 2,7 hektaru leží v nadmořské výšce 610–628 metrů v katastrálním území Drahlín. Nachází se v Brdské vrchovině na území chráněné krajinné oblasti Brdy.

### Abiotické poměry
Geologické podloží tvoří nezpevněné písčito-hlinité až hlinito-písčité deluviální sedimenty. V geomorfologickém členění Česka přírodní památka leží v Brdské vrchovině, v jejím podcelku Brdy a okrsku Třemošenská vrchovina. Nachází se na mírném svahu na jižním úpatí vrchu Sádka. Podmáčené území odvodňuje Drahlínský potok, který patří do povodí Berounky. Z půdních typů převládají kambizemě.
V rámci Quittovy klasifikace podnebí se přírodní památka nachází v mírně teplé oblasti MT5, pro kterou jsou typické teploty −4 až −5 °C v lednu a 16 až 17 °C v červenci. Celkový roční úhrn srážek dosahuje 600–750 milimetrů. Letních dnů bývá třicet až čtyřicet, zatímco mrazových dnů 130–140.

### Flóra
Přírodní památka je ze tří stran obklopena lesem a na jihovýchodě sousedí s kulturní loukou. Na povrchu se střídají prameniště s vlhkými trávníky a vrbovými křovinami, které přechází v olšové luhy. Z botanického hlediska jsou nejcennější částí přírodní památky dvě prameniště, téměř zcela porostlá mechorosty. K jejich významným druhům patří měřík oválný (Plagiomnium ellipticum), rokýtek vlhkomilný (Pseudocampylium radicale), rašeliník lesklý (Sphagnum subnitens) a rašeliník Warnstorfův (Sphagnum warnstorfii). Z vyšších rostlin na prameništích rostou ostřice rusá (Carex flava), rosnatka okrouhlolistá (Drosera rotundifolia), suchopýr širolistý (Eriophorum latifolium) a hruštička menší (Pyrola minor).
Přechodnou zónu mezi prameništi a vlhkými loukami porůstají především traviny s dominantní ostřicí prosovou (Carex panicea), vrbinou obecnou (Lysimachia vulgaris), bezkolencem modrým (Molinia caerulea) a přesličkou lesní (Equisetum sylvaticum). Kromě nich na louce roste také ostřice obecná (Carex nigra), ostřice rusá (Carex flava), ostřice zobánkatá (Carex rostrata) nebo ostřice bledavá (Carex pallescens).

### Houby
Na prameništích se vyskytuje voskovka vroubkovaná (Hygrocybe coccineocrenata) a čapulka bahenní (Mitrula paludosa).

### Fauna
Na louce žijí druhy živočichů nalézané na různých místech chráněné krajinné oblasti a v okolní krajině. Z motýlů je to modrásek bahenní (Phengaris nausithous) a noční motýli můřice jarní (Achlya flavicornis), osenice šedonachová (Protolampra sobrina) a srpokřídlec borový (Watsonalla cultraria). Podle záznamů z posledních desetiletí dvacátého století na louce žil tesařík zavalitý (Ergates faber). Na světlé louky, rašeliniště a okraje lesů jsou nejspíše vázáni střevlík polní (Carabus arvensis) a svižník polní (Cicindela campestris). Bývá uváděn také výskyt majky fialové (Meloe violaceus).
V blízkém okolí přírodní památky byli zaznamenáni obojživelníci jako ropucha obecná (Bufo bufo), skokan hnědý (Rana temporaria) a plazi ještěrka živorodá (Zootoca vivipara), užovka hladká (Coronella austriaca) a zmije obecná (Vipera berus). Ze savců byl pozorován zajíc polní (Lepus europaeus).

## Ochrana přírody
Předmětem ochrany v přírodní památce jsou ekosystémy nevápnitých mechových slatinišť (18 % rozlohy) a komplex vlhkých pcháčových luk a střídavě vlhkých bezkolencových luk (50 % rozlohy). Cílem ochrany je udržení rozlohy pramenišť alespoň půl hektaru a zároveň udržení stabilních populací význačných druhů rostlin. Na loukách je žádoucí zachovat vodní režim a zajistit absenci invazních druhů rostlin.